# Osvaldo Balseiro
Osvaldo Balseiro – piłkarz urugwajski, napastnik, później trener.
Jako piłkarz klubu Defensor Sporting wziął udział w turnieju Copa América 1953, gdzie Urugwaj zajął trzecie miejsce. Balseiro zagrał w czterech meczach – z Chile (tylko w drugiej połowie, zastępując w przerwie Donalda Peláeza – zdobył dla Urugwaju drugą bramkę), Paragwajem (zdobył 2 bramki), Ekwadorem (zdobył 1 bramkę) i Peru. Jako zdobywca 4 bramek został najlepszym strzelcem reprezentacji Urugwaju w turnieju.
Po mistrzostwach kontynentalnych przeniósł się w 1953 roku do klubu CA Peñarol. Razem z Peñarolem trzykrotnie zdobył tytuł mistrza Urugwaju – w 1953, 1954 i 1958 roku.
Balseiro od 30 marca 1952 roku do 27 lipca 1956 roku rozegrał w reprezentacji Urugwaju 9 meczów i zdobył 4 bramki.
Po zakończeniu kariery piłkarskiej Balseiro został trenerem. W 1983 roku trenował pierwszą drużynę klubu Peñarol.